# Mouriri laxiflora
Mouriri laxiflora är en tvåhjärtbladig växtart som beskrevs av Thomas Morley. Mouriri laxiflora ingår i släktet Mouriri och familjen Melastomataceae. IUCN kategoriserar arten globalt som nära hotad. Inga underarter finns listade i Catalogue of Life.